# Chleby (Benešov)
Chleby é uma comuna checa localizada na região da Boêmia Central, distrito de Benešov.